# Michael J. Bradley

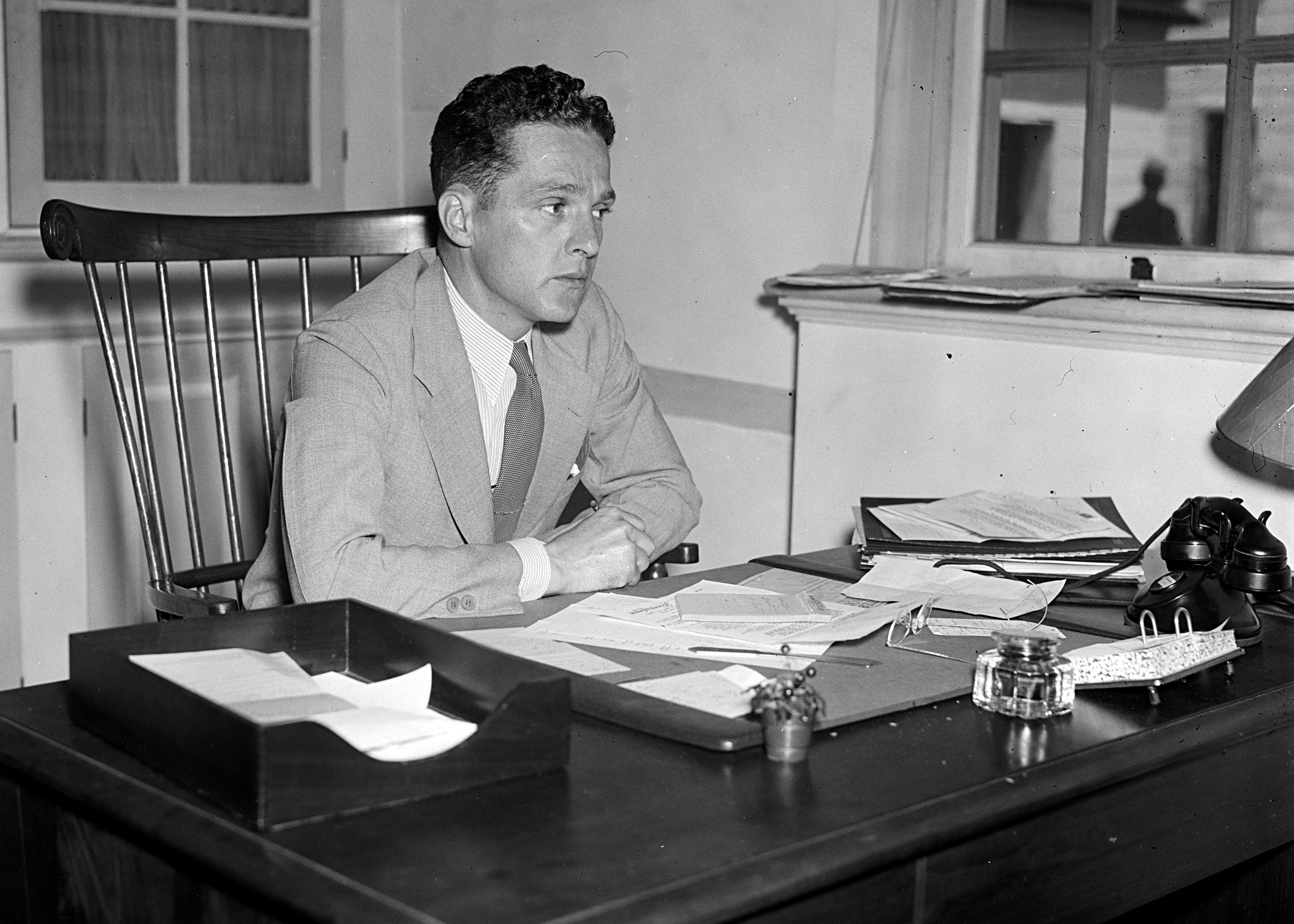
Michael J. Bradley

Michael Joseph Bradley (* 24. Mai 1897 in Philadelphia, Pennsylvania; † 27. November 1979 ebenda) war ein US-amerikanischer Politiker. Zwischen 1937 und 1947 vertrat er den Bundesstaat Pennsylvania im US-Repräsentantenhaus.

## Werdegang
Michael Bradley besuchte die öffentlichen Schulen seiner Heimat. In den Jahren 1914 bis 1917 arbeitete er im Telegrafendienst. Während des Ersten Weltkrieges diente er zwischen 1917 und 1919 in der US Navy im Funkwesen (Chief Radio Electrician). Zwischen 1921 und 1935 betätigte er sich in Philadelphia im Sicherheitsgewerbe und als Börsenmakler. Zwischen 1935 und 1937 war er stellvertretender Versicherungsbeauftragter der Staatsregierung von Pennsylvania. Gleichzeitig schlug er als Mitglied der Demokratischen Partei eine politische Laufbahn ein. Im Jahr 1934 kandidierte er noch erfolglos für den Kongress.
Bei den Kongresswahlen des Jahres 1936 wurde Bradley dann aber im dritten Wahlbezirk von Pennsylvania in das US-Repräsentantenhaus in Washington, D.C. gewählt, wo er am 3. Januar 1937 die Nachfolge des Republikaners Clare G. Fenerty antrat. Nach vier Wiederwahlen konnte er bis zum 3. Januar 1947 fünf Legislaturperioden im Kongress absolvieren. Diese waren von den Ereignissen des Zweiten Weltkrieges und dessen Folgen geprägt. Im Jahr 1946 verzichtete er auf eine weitere Kongresskandidatur.
Von 1946 bis 1948 war Michael Bradley Bezirksvorsitzender der Demokraten im Philadelphia County. Zwischen 1948 und 1953 leitete er eine Zollbehörde (District No. 11, Port of Philadelphia) im Hafen von Philadelphia. Danach war er bis 1955 als Deputy Managing Director für die Stadt Philadelphia tätig. Von 1954 bis 1964 gehörte er der staatlichen Schifffahrtskommission für den Delaware River an. Er war auch Mitglied und Vorsitzender einer städtischen Kommission, die sich mit Fragen des Arbeitsrechts befasste. Zwischen 1955 und 1976 wirkte er in der Steuerkommission der Stadt Philadelphia mit. Michael Bradley starb am 27. November 1979.